# Pronotonyx
Pronotonyx is een geslacht van kreeftachtigen uit de klasse van de Malacostraca (hogere kreeftachtigen).

## Soort
- Pronotonyx laevis (Miers, 1884)